# Görlitzer Turnverein 1847

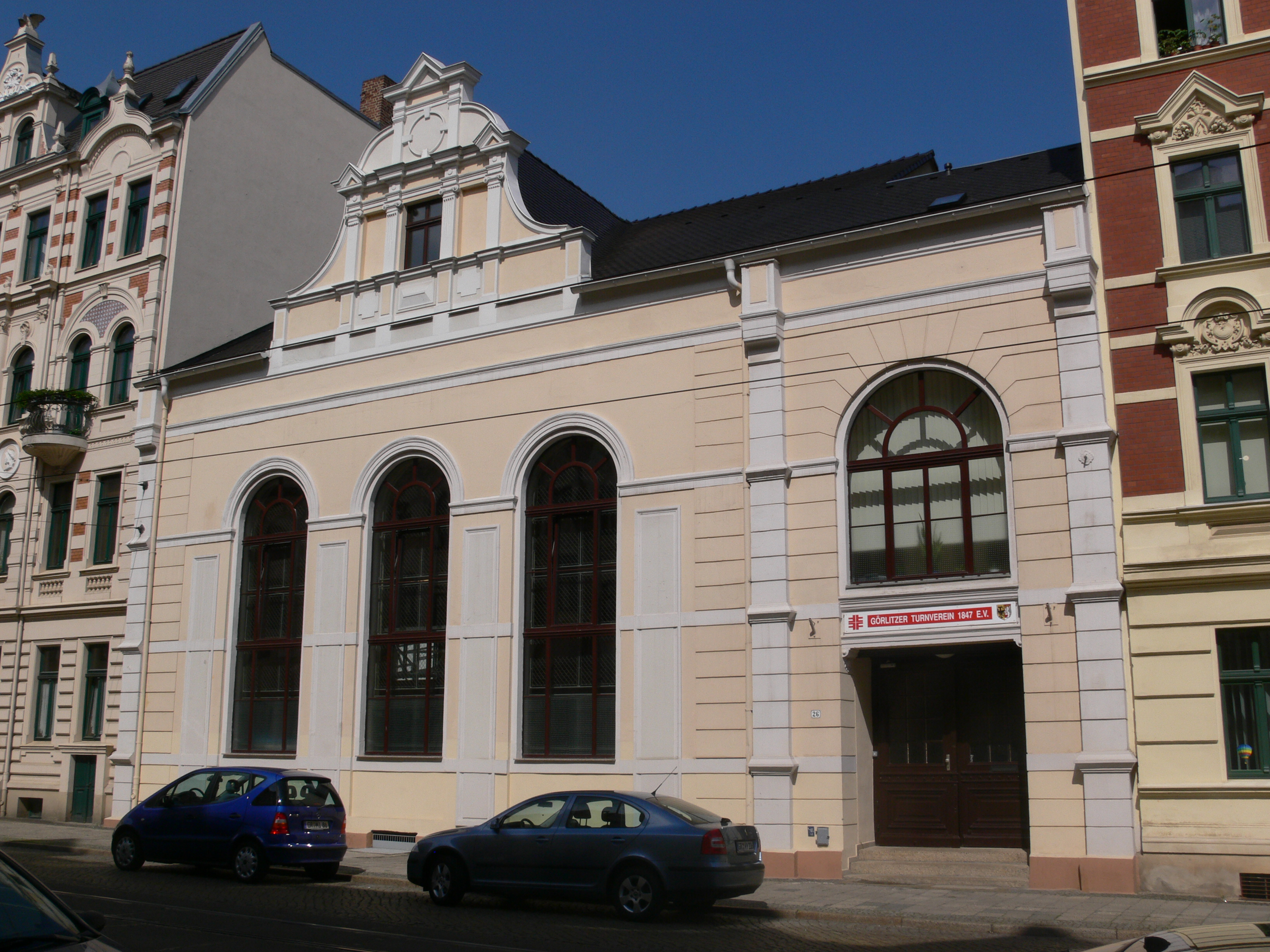
Turnhalle des Görlitzer Turnvereins 1847 e. V.

Der Görlitzer Turnverein 1847 e. V. (kurz GTV 1847) wurde im Jahr 1847 gegründet und ist damit der älteste  Sportverein von Görlitz. Der Verein bietet die Sportarten Basketball, Volleyball, Prellball, Gymnastik, Aerobic, Turnen und Gesundheitssport sowie Bodystyling an.

## Geschichte

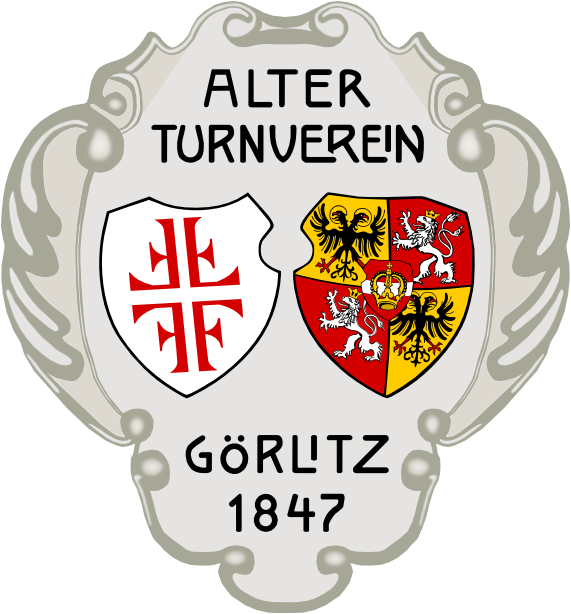
Logo des ATV 1847 Görlitz.

Der Görlitzer Turnverein 1847 wurde am 20. November 1847 als Turn- und Rettungsverein Görlitz ins Leben gerufen. Erst sechsundfünfzig Jahre später – 1903 – bekannte er sich durch Umbenennung in Alter Turnverein (ATV) Görlitz ausdrücklich zum Turnen. Noch später gab man sich den Namen Görlitzer Turnverein 1847.
Der ATV gehörte im Dachverband Deutsche Turnerschaft zu jener Minderheit von Vereinen, die als "modernistisch" verschrien waren. Das heißt, sie beschränkten sich nicht auf die Übungen und Sportarten, die üblicherweise unter Turnen verstanden werden, sondern begannen schon frühzeitig damit, auch andere Disziplinen sowie Bevölkerungsgruppen in die Vereinsarbeit einzubeziehen.
Der Görlitzer Turnverein 1847 e. V. trainiert unter anderem auch in der altehrwürdigen, kleineren Turnhalle auf der Kunnerwitzer Straße, hinter dem Görlitzer Bahnhof.

## Rasensport (ATV 1847 Görlitz)
Die Abteilung Fußball bestand für wenige Jahre in den 1910er- und 1920er-Jahren.
1922 wurde der Verein Oberlausitzer Meister und nahm an der südostdeutschen Endrunde teil. Glück hatten die Görlitzer dann in der Saison 1922/23. Nachdem der ATV Görlitz in der Oberlausitz hinter dem STC Görlitz nur den zweiten Tabellenplatz belegt hatte, STC Görlitz jedoch aus unbekannten Gründen auf die Teilnahme an der südostdeutschen Endrunde verzichtete, durfte der ATV doch noch an dieser Endrunde teilnehmen.
Doch dann kam die von der Deutschen Turnerschaft angeordnete "reinliche Scheidung". Um im SOFV bleiben zu können, trennte sich die Fußballabteilung vom Turnverein und machte sich als SpVgg Gelb-Weiß Görlitz selbständig.
Die 1847er feierten zudem die ersten Erfolge im Görlitzer Handball als erster Klub der Stadt, der die ganz Schlesien umfassende Gauliga Schlesien erreichte. Später gab es in dieser Spielklasse auch Konkurrenz durch den MSV Cherusker Görlitz, mit denen man gemeinschaftlich 1938/39 abstieg, sowie als weiteren Oberlausitzer Klub Blau-Weiß Lugknitz.

### Erfolge im Fußball
- 1 × Oberlausitzer Meister: 1922
- 2 × Teilnahme an der Endrunde um die südostdeutsche Meisterschaft: 1922, 1923